# Villa sejungenda
Villa sejungenda är en tvåvingeart som först beskrevs av Camillo Rondani 1863.  Villa sejungenda ingår i släktet Villa och familjen svävflugor. Inga underarter finns listade i Catalogue of Life.